# KK Osijek
KK Osijek je košarkaški klub iz Osijeka.

## Povijest
Klub je osnovan 1963. U tadašnjoj SFR Jugoslaviji, klub se natjecao u republičkoj ligi Socijalističke Republike Hrvatske. 
Tek u ljeto 1980. KK Osijek je dobio prvog profesionalnog trenera, Slobodana Jurkovića, mladog stručnjaka iz Zagreba. Ubrzo su se popravili i rezultati. 
U jesen 1981. klub je preimenovan u Studentski košarkaški klub Osijek. Momčad se 1982. plasirala u Drugu jugoslavensku saveznu ligu, što je bio najveći uspjeh osječke košarke uopće. 
Davor Dogan je bio najkvalitetniji igrač KK Osijek. Kao junior bio je na školvanju u tadašnjoj Lokomotivi (danas Ciboni) te je nosio i dres juniorske reprezentacije bivše države. 
Zanimljivo je da je u tim danima klub redovito svojim nastupima punio dvoranu Zrinjevac. Nakon raspada Jugoslavije i KK Osijek slabi te se danas nalazi u niskim razredima hrvatske košarke.